# 耐磨钢
耐磨钢是一种高碳合金钢，其生产是为了抵抗磨损和应力。耐磨钢有多种等级，包括 AR200、AR235、AR400、AR450、AR500 和 AR600。

## 淬火与回火
耐磨钢经过称为淬火和回火的两步热处理过程，这会改变钢的晶粒结构以增加硬度和韧性。
在淬火阶段，钢被加热到高于临界温度，然后用水快速冷却。然后将钢重新加热到低于临界温度并风冷，这就是回火阶段。

## 硬度
耐磨钢的硬度由布氏硬度测试确定。该测试使用一个小钢球对材料施加力。然后测量钢球产生的压痕并用于计算布氏硬度值 （BHN）。
不同耐磨钢等级的平均布氏硬度值 :
| AR200 & AR235 | 180-260 |
| AR400 系列    | 360-440 |
| AR450 系列    | 430-480 |
| AR500 系列    | 460-544 |
| AR600 系列    | 570-625 |

## 用途
耐磨钢通常用于需要高耐磨性的应用，包括铲斗和斗齿、推土机刀片、自卸车床、矿石和煤炭溜槽、螺旋钻和骨料输送机。其他用途还包括军用装甲，AR500 钢通常用于这些应用，因为布氏硬度更高的钢一般更脆。